# Johannes Praus
Johannes Praus (* 14. Mai 1983 in Dresden) ist ein freier Kinematograf und Fotograf.

## Leben & Wirken
Johannes Praus wurde im Mai 1983 in Dresden in der damaligen DDR geboren.
Von 2008 bis 2013 absolvierte er ein Diplomstudium „Kamera“ an der Hochschule für Film & Fernsehen „Konrad Wolf“ in Potsdam-Babelsberg. Der Abschluss erfolgte unter einer Auszeichnung mit der theoretischen Arbeit Keine Beziehung ist unmöglich und dem Abschlussfilm Nach Wriezen (51. Grimme-Preis 2015).
Von 2013 bis 2015 absolvierte er ein Meisterschülerstudium Kinematografie bei Peter Badel an der Filmuniversität Babelsberg mit seinem Spielfilmdebüt Anderswo (Dialogue en Perspective bei den 64. Internationalen Filmfestspielen Berlin, Independent Camera Award beim 49. Internationalen Filmfestival Karlovy Vary, Auswahl European Panorama beim 22. International Film Festival of the Art of Cinematography Camerimage).
Neben seinem filmischen Schaffen arbeitet er als freier Fotograf und präsentiert seine Arbeiten in diversen Einzel- und Gruppenausstellungen. 2018 veröffentlichte er seinen ersten Bildband Mitgebrachte Augenblicke einer Wirklichkeit und 2023 seinen zweiten Amvergessene.
Seit 2019 lehrt er als Dozent an der Filmuniversität Babelsberg.
Er arbeitet als Kinematograf / Director of Photography für Dokumentar- und Spielfilm, ist Mitglied des Berufsverbandes Kinematografie BVK und freier Fotograf. Johannes lebt in Berlin und Dresden.

## Filmografie (Auswahl)
Kino - Dokumentarfilm
- 2011: Roadcrew, Olaf Held
- 2012: AG Geige – Ein Amateurfilm, Regie: Carsten Gebhard
- 2012: Nach Wriezen, Regie: Daniel Abma
- 2016: Transit Havana, Regie: Daniel Abma
- 2016: Wo Worte nicht hinreichen, Regie: Josefine Links
- 2023: Hirten - Hüter der Erde, Regie: Mark Michel
- 2024: Im Prinzip Familie, Regie: Daniel Abma

Kino - Spielfilm
- 2014: Anderswo, Regie: Ester Amrami

TV - Spielfilm
- 2019: Druck, Staffel 3, Folgen 28–30, Regie: Chris Miera
- 2021: WIR, Staffel 1, Folgen 8–12, Regie: Chris Miera
- 2021: Druck, Staffel 7, Folgen 67–70, Regie: Chris Miera

TV - Dokumentarfilm
- 2012: Toten Hosen – Die Wohnzimmer-Jubiläumstour, Regie: Olaf Held
- 2014: Vorwärtsgang, Regie: Daniel Abma
- 2015: Der letzte Remix, Regie: Olaf Held
- 2017: Geschichte Mitteldeutschlands, Episoden 94–97, Regie: diverse
- 2017: Du warst mein Leben, Regie: Rosa Hannah Ziegler
- 2021: Hüter der Erde, Folgen 3–5, Regie: Mark Michel
- 2022: Die Ecke, Regie: Christa Pfafferott
- 2022: Die Recyclinglüge, Regie: Tom Costello & Benedict Wermter

Kurzfilm, Musikvideo, Installation
- 2008: Ein Toilettenwestern, Regie: Heiner Heinke, Johannes Praus
- 2009: Armenische Fragmente, Regie: Holger Wendland
- 2010: Aus dem Meer, Regie: Felix Harmuth
- 2011: Opfer, Regie: Johannes Leistner
- 2011: Roulette Prohlisienne, Regie: Bernd Kilian
- 2012: Schlicht und Ergreifend, Regie: Karl Hagen-Stötzer
- 2012: B-Day, Regie: Olaf Held
- 2012: Herzberg, Regie: David C. Bunners
- 2012: Swan, Regie: Henrike Naumann
- 2018: Tristan Brusch – Ich lass dich nie los, Regie: Lewis Lloyd
- 2018: Tristan Brusch – Hier kommt euer bester Freund, Regie: Tristan Brusch
- 2019: S, Regie: Max Chrambach
- 2020/2022: What do people do all day, Regie: Simon Dybbroe Møller

## Auszeichnungen (Auswahl)
Kinematografieauszeichnungen
- 2011: Nominierung 19. International Film Festival of the Art of Cinematography Camerimage – Students Etudes Competition - Golden Tadpole – Opfer
- 2011: Auszeichnung Kodak Film School Cinematography Competition – EAMER für Opfer
- 2012: Auswahl 20. International Film Festival of the Art of Cinematography Camerimage – Students Etudes Panorama – B-Day
- 2014: Auswahl 22. International Film Festival of the Art of Cinematography Camerimage – European Panorama – Anderswo
- 2019: Nominierung IMAGO International Award for Cinematography – Documentary Germany – Du warst mein Leben
- 2020: Nominierung 30. Deutscher Kamerapreis – Fernsehfilm / Serie – Druck, Folge 29
- 2021: Nominierung 31. Deutscher Kamerapreis – Dokumentation – Hüter der Erde - Hirten in Kirgistans Himmelsgebirge
- 2025: Nominierung 35. Deutscher Kamerapreis – Dokumentarfilm Kino – Im Prinzip Familie

Filmauszeichnungen
- 2013: Auszeichnung Murnau-Kurzfilmpreis für B-Day
- 2014: Auszeichnung 49. Karlovy Vary International Film Festival –  Independent Camera Award für Anderswo
- 2014: Auszeichnung 64. Berlinale – Dialogue en Perspective für Anderswo
- 2015: Auszeichnung 51. Grimme-Preis für Nach Wriezen
- 2018: Auszeichnung 54. Grimme-Preis für Du warst mein Leben
- 2022: Nominierung 58. Grimme-Preis für WIR

## Ausstellungen
Einzelausstellungen
- 2010: Mensch-India, Internationales Begegnungszentrum, Dresden
- 2011: Mensch-India, Ladencafé Aha, Dresden
- 2013: mining and smelting the or, Zimmertheater, Rottweil
- 2018: Mitgebrachte Augenblicke einer Wirklichkeit, Karl-Liebknecht-Haus, Berlin
- 2018: Mitgebrachte Augenblicke einer Wirklichkeit, Made in Wedding, Berlin
- 2018: Mitgebrachte Augenblicke einer Wirklichkeit, Alte Feuerwache Loschwitz, Dresden
- 2019: Mitgebrachte Augenblicke einer Wirklichkeit, Magic Mountain, Berlin
- 2022: Mitgebrachte Augenblicke einer Wirklichkeit, Lesezeichen, Dresden
- 2023: Amvergessene, Alte Feuerwache Loschwitz, Dresden

Gruppenausstellungen
- 2008: Kulturerbe: Bewahren!Pflegen!, Dreikönigskirche, Dresden (c/o Evelyn Richter)
- 2008: Kulturerbe: Bewahren!Pflegen!, Weinbergkirche Pillnitz, Dresden (c/o Evelyn Richter)
- 2010: Mariusz von der Achterbahn, Internationale Zeitgenössische Kunstausstellung, Kraków
- 2011: mining and smelting the or, Internationale Zeitgenössische Kunstausstellung, Nürnberg
- 2012: Realität der Arbeit, Photokina, Köln

## Veröffentlichungen
- Mitgebrachte Augenblicke einer Wirklichkeit. Eigenverlag, Berlin-Dresden 2018, ISBN 978-3-00-059116-7.
- Amvergessene. Eigenverlag, Berlin-Dresden 2023, ISBN 978-3-00-076662-6.